# Нагорный (Фатежский район)
Нагорный — хутор в Фатежском районе Курской области России. Входит в состав Солдатского сельсовета.

## География
Хутор находится на реке Усожа (левый и самый крупный приток Свапы) — напротив устья её притока Халчи, в 92 км от российско-украинской границы, в 51 км к северо-западу от Курска, в 11 км к западу от районного центра — города Фатеж, в 3,5 км от центра сельсовета — села Солдатское.
Климат
Нагорный, как и весь район, расположен в поясе умеренно континентального климата с тёплым летом и относительно тёплой зимой (Dfb в классификации Кёппена).
Часовой пояс
Хутор Нагорный, как и вся Курская область, находится в часовой зоне МСК (московское время). Смещение применяемого времени относительно UTC составляет +3:00.

## Население
| 1979 | 1989 | 2002 | 2010 |
| ---- | ---- | ---- | ---- |
| 45   | ↘22  | ↘15  | ↘7   |

## Инфраструктура
Личное подсобное хозяйство. В хуторе 9 домов.

## Транспорт
Нагорный находится в 9 км от автодороги федерального значения М2 «Крым» (Москва — Тула — Орёл — Курск — Белгород — граница с Украиной) как часть европейского маршрута E105, в 3 км от автодороги регионального значения 38К-038 (Фатеж — Дмитриев), в 2,5 км от автодороги межмуниципального значения 38Н-679 (38К-038 — Солдатское — Шуклино), в 25 км от ближайшего ж/д остановочного пункта 29 км (линия Арбузово — Лужки-Орловские).
В 169 км от аэропорта имени В. Г. Шухова (недалеко от Белгорода).